# Gens Àpia
La gens Àpia (en llatí: gens Appia) era una família plebea de l'Antiga Roma. El seu nomen, Appius, es un cognom patronímic originat del praenomen Appius, que segurament devia ser comú entre els seus primers membres.

## Alguns membres la família
- Sext Api Sever, tribú militar i qüestor en temps de l'emperador Tit.[2]
- Luci Api Màxim, destacat general del temps dels emperadors Domicià i Trajà. Aureli Víctor l'anomena Api Norbà, i es pot suposar que el seu nom complet era Luci Api Màxim Norbà.[3]
- Aureli Api Sabí. Prefecte de la província romana d'Egipte del 249 al 250.[4]